# Bruno Lecigne
 (octobre 2018).
Bruno Lecigne, né en 1957, est un critique et théoricien de bande dessinée français, également écrivain de science-fiction et directeur éditorial pour Les Humanoïdes Associés.

## Biographie
Directeur littéraire chez Les Humanoïdes associés, il est également directeur de collection et de l'édition chez Hachette bandes dessinées, codirecteur de la collection « Engrenage » chez Fleuve Noir (néo-polar français), conseiller littéraire aux Presses de la Cité et directeur de la collection « Fantasy » aux nouvelles éditions Plasma.

## Œuvres

### Essais sur la bande dessinée
- Avanies et mascarade, Futuropolis, 1981.
- Fac similé, Futuropolis, 1983.
- Les Héritiers d'Hergé, Magic Strip, 1983.
- Direction de la revue Controverse, 4 numéros, auto-édition et diffusion par Futuropolis, 1985-1986.

### Nouvelles
- La Vallée des ascenseurs, nouvelle de Sylviane Corgiat et Bruno Lecigne, parue dans le recueil La Frontière éclatée, 3e tome de la collection « La Grande Anthologie de la science-fiction », en 1989. Apparaît aussi (en inédit) dans Univers 1983, éditions J'ai lu N° 1491, 1983, pages 78-108.
- Effacement rapide de l'explorateur, nouvelle de Bruno Lecigne, parue dans le numéro 355 de la revue Fiction en octobre 1984.
- Camp Wilfrid, nouvelle de Sylviane Corgiat et Bruno Lecigne, parue dans le numéro 355 de la revue Fiction en octobre 1984.

### Romans
- Une souris verte par Sylviane Corgiat et Bruno Lecigne, Fleuve Noir, coll. « Engrenage » no 82 (1983)
- Dépression venue de l'Atlantique par Sylviane Corgiat et Bruno Lecigne, Fleuve Noir, coll. « Engrenage » no 128 (1985)
- Le Rêve et l'Assassin par Sylviane Corgiat et Bruno Lecigne, Fleuve Noir Anticipation no 1486 (1986)
- Le Programme troisième guerre mondiale par Sylviane Corgiat et Bruno Lecigne, Fleuve Noir Anticipation, no 1506 (1986)
- Immolations par Thierry Bataille, Sylviane Corgiat et Bruno Lecigne, Fleuve Noir, coll. « Gore » no 44 (1987)
- L'Araignée par Sylviane Corgiat et Bruno Lecigne, Fleuve Noir Anticipation no 1527 (1987)
- Le Souffle de cristal par Sylviane Corgiat et Bruno Lecigne, Fleuve Noir Anticipation no 1555 (1987)
- Le Masque d'écailles par Sylviane Corgiat et Bruno Lecigne, Fleuve Noir Anticipation no 1610 (1988)
- Le Cycle des Chimères avec Sylviane Corgiat, (ed. Plasma)

1. Le Titan de Galova  (ISBN 2866960122)
2. Océane  (ISBN 2866960211)

### Œuvres pour la jeunesse
- Une Ombre en cavale de Sylviane Corgiat et Bruno Lecigne, Rageot, coll. « Cascade - Policier » (2003)

### Scénarios TV
- Voir sa page sur le site de son agent.

### Entretien
- Entretien avec Sylviane Corgiat et Bruno Lecigne dans le numéro 355 de la revue Fiction en octobre 1984

## Récompenses
- Grand prix de la Science Fiction française en 1981 pour La Femme-escargot allant au bout du monde.